# ناتالی جیویا
ناتالی جیویا (انگلیسی: Natalie Gioia؛ زادهٔ ۱۶ مهٔ ۱۹۸۲) خوانندهٔ مؤلف، lead vocalist، دی‌جی اهل روسیه است. وی از سال ۲۰۱۳ میلادی تاکنون مشغول فعالیت بوده‌است.